# When You're Through Thinking, Say Yes
Albums de Yellowcard
Deep Cuts
(2009) Southern Air
(2012)
Singles
1. For You, and Your Denial
2. Hang You Up

When You're Through Thinking, Say Yes est le septième album studio du groupe américain Yellowcard. Il est sorti en mars 2011 sous le label Hopeless Records.
À la suite de la reformation du groupe après un hiatus de 2008 à 2010, le groupe commence immédiatement l'écriture d'un nouvel album. Ryan Key travaille pendant le hiatus avec Sean O'Donnell, guitariste et chanteur de Reeve Oliver, sur le projet Big If. Sean est alors choisi pour remplacer Peter Mosely. Certaines chansons de Big If seront reprises par Yellowcard et incluses dans le nouvel album.
Le 3 août 2010, le groupe annonce qu'ils rentreront en studio en septembre avec Neal Avron pour enregistrer le nouvel album.
Le 8 novembre 2010, Yellowcard termine son septième album studio. Lors de leur concert au Glass House à Pomona en Californie le 13 novembre 2010, les fans réclament le titre du nouvel album. Ryan Key l'annonce alors : When You're Through Thinking, Say Yes.

## Liste des titres
1. The Sound of You And Me - 4:36
2. For You, and Your Denial - 3:34
3. With You Around - 3:02
4. Hang You Up - 4:03
5. Life of Leaving Home - 3:24
6. Hide - 3:13
7. Soundtrack - 3:36
8. Sing for Me - 3:54
9. See Me Smiling - 3:51
10. Be the Young - 3:57

iTunes bonus tracks
1. Sing for Me (Acoustique) - 3:48
2. Promises (Pré-commande seulement) - 3:40

## Membres
- Ryan Key – frontman, guitare rythmique, piano
- Ryan Mendez - guitare, choriste
- Sean O'Donnell – basse, choriste
- Sean Mackin – violon, choriste
- Longineu W. Parsons III – batterie, percussions